# José Maria de Abreu Freire
José Maria de Abreu Freire (Estarreja, Avanca, Lugar da Aldeia, 10 de Abril de 1861 - Estarreja, Avanca, Outeiro, 1935), 4.º Visconde de Baçar, foi um advogado, juiz e político português.

## Família
Filho e sucessor de António Tomás de Sá e Resende de Abreu Freire Valente, 3.º Visconde de Baçar, e de sua mulher Joana de Abreu e herdeiro universal do 2.º Visconde de Baçar.

## Biografia
Era Bacharel formado em Direito pela Faculdade de Direito da Universidade de Coimbra. Militou no Partido Progressista e, Advogado, exerceu a Advocacia no Porto e em Estarreja, onde serviu de Juiz Substituto, Administrador do Concelho e a cuja Câmara Municipal presidia à data da sua morte.
O título de 4.º Visconde de Baçar foi-lhe renovado por Decreto de reinado e data desconhecidos. Não se conhece a confirmação do título, que de facto usou.

## Casamento e descendência
Casou em Estarreja a 9 de Novembro de 1893 com Maria José Barbosa Falcão Pereira de Azevedo e Bourbon (Estarreja, 4 de Janeiro de 1874 - 10 de Abril de 1965), irmã do 2.º Conde de Azevedo, com geração.